# موتور تک‌سیلندر

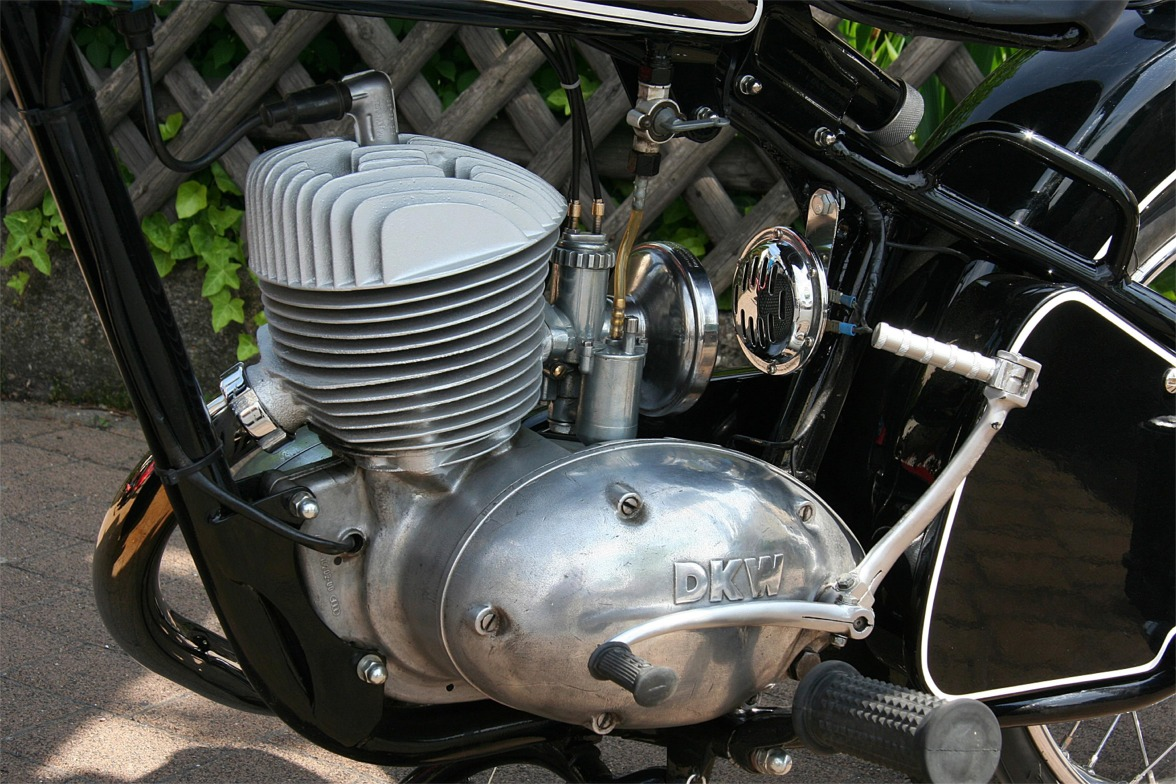
پیشرانه موتورسیکلت DKW RT 250 (1952–1953)

موتور تک سیلندر (به انگلیسی: Single-cylinder engine) یک موتور پیستونی با یک سیلندر است. آن‌ها اغلب برای موتورسیکلت‌ها، اسکوتر موتوری، ابزارهای قابل حمل و ماشین‌آلات باغی (مانند ماشین‌های چمن‌زنی، تیلرها و …) مورد استفاده قرار می‌گیرند.

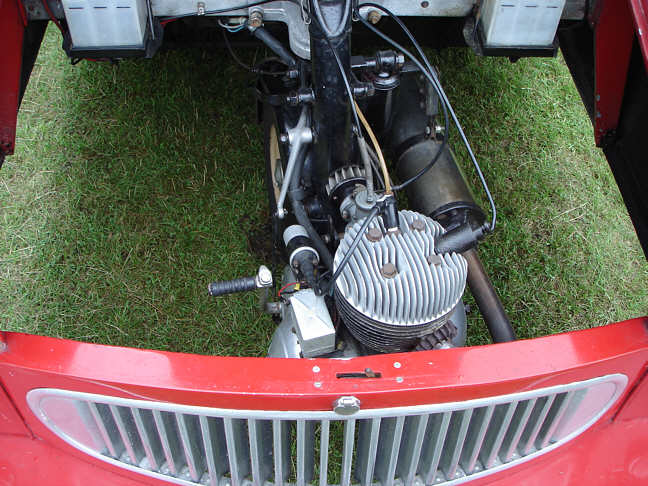
موتور Villiers در یک باند مینی کار ۱۹۵۹

بیشتر موتورهای تک سیلندر مورد استفاده در وسایل نقلیه موتوری از طریق بنزین تأمین می‌شوند (و از چرخه چهار زمانه استفاده می‌کند)، با این حال موتورهای یک سیلندر دیزلی نیز در موارد ثابت (مانند لمباردینی 3LD) استفاده می‌شوند.
موتور تک سیلندر یک نوع موتور داخلی است که در بسیاری از وسایل نقلیه مانند موتورسیکلت‌ها و موتورهای کوچک مورد استفاده قرار می‌گیرد. این موتورها به دلیل ساختار ساده و عملکرد مؤثر خود، مورد توجه بسیاری از تولیدکنندگان و مصرف‌کنندگان قرار گرفته‌اند. در ادامه به بررسی موتور تک سیلندر و ویژگی‌های آن، از جمله مزایا و محدودیت‌ها، پرداخته خواهد شد.
ویژگی‌های موتور تک سیلندر:
ساختار ساده: یکی از ویژگی‌های برجسته موتور تک سیلندر، ساختار ساده آن است. با تنها یک سیلندر کار می‌کند و این سادگی در تعمیر و نگهداری آن نیز تاثیر مثبت دارد.
سبک وزن: به دلیل تعداد کمتری از قطعات و سیلندرها، موتورهای تک سیلندر سبک‌تر از موتورهای چند سیلندره هستند. این ویژگی باعث افزایش کارایی و کاهش مصرف سوخت می‌شود.
هزینه کمتر: هزینه تولید، نصب و نگهداری موتورهای تک سیلندر معمولاً کمتر از موتورهای چند سیلندره است، که به مصرف‌کنندگان انگیزه می‌دهد تا از این نوع موتورها استفاده کنند.
مناسب برای کاربردهای خاص: موتورهای تک سیلندر به خصوص در کاربردهای خاصی مانند موتورسیکلت‌های دیگرفیکس یا موتورهای کشاورزی کارایی بسیار خوبی دارند.
محدودیت‌ها و مسائل:
توان و کارایی محدودتر: موتورهای تک سیلندر معمولاً توان و کارایی کمتری نسبت به موتورهای چند سیلندره دارند.

لرزش بیشتر: این نوع موتورها دارای لرزش بیشتری هستند که ممکن است در برخی شرایط مزاحمت‌آور باشد.

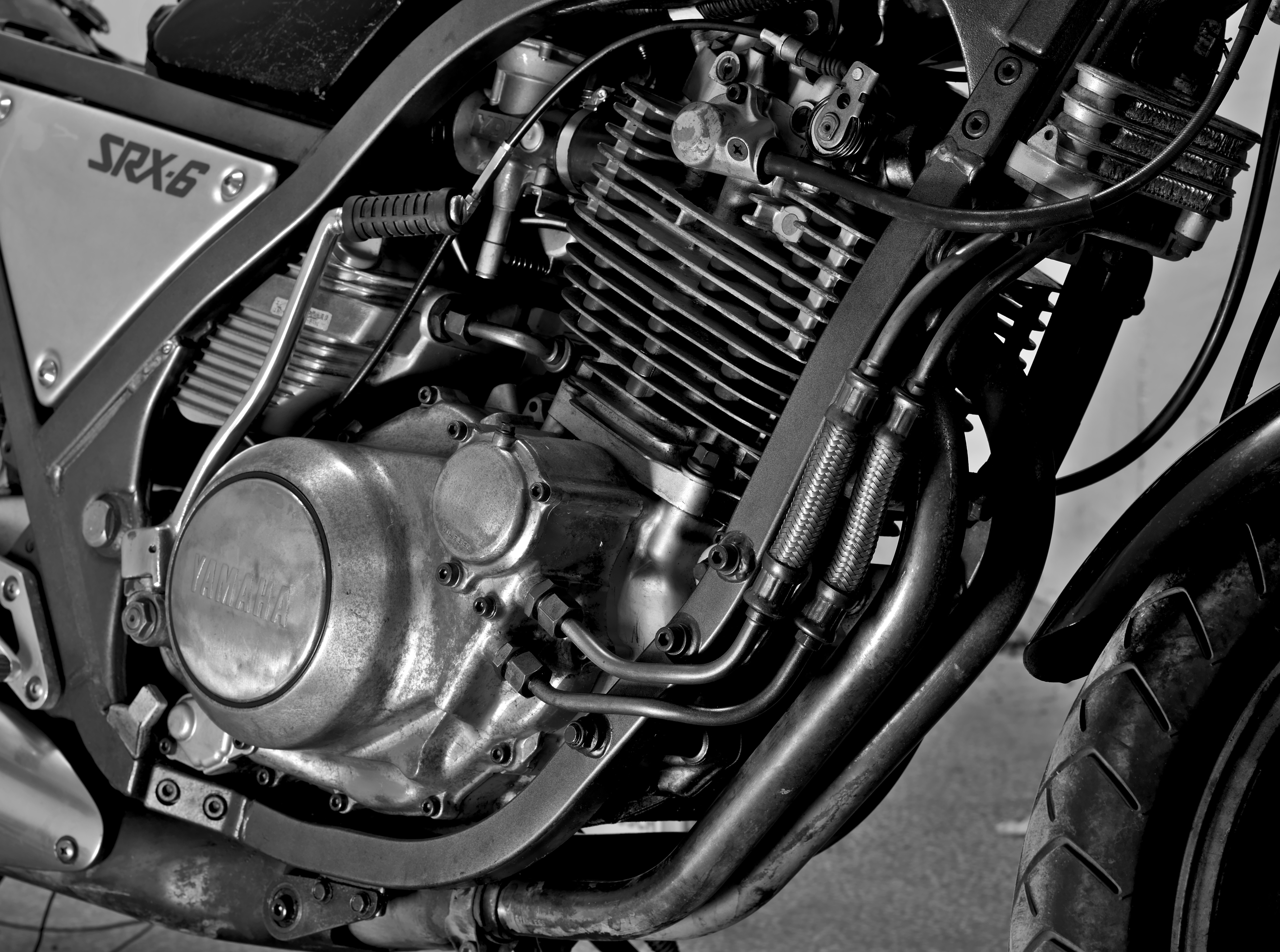
پیشرانه موتور سیکلت یاماها SRX600 (1985–1997)